# Los Hinojosos
Los Hinojosos é um município da Espanha, na província de Cuenca, comunidade autônoma de Castela-Mancha. Tem 113,95 km² de área e em 2021 tinha 765 habitantes (densidade: 6,7 hab./km²). Limita com os municípios de Santa María de los Llanos, Mota del Cuervo, El Toboso, Quintanar de la Orden, Villanueva de Alcardete, Villamayor de Santiago, Hontanaya, Osa de la Vega e Monreal del Llano.